# Annebergparken
Annebergparken er et tidligere psykiatrihospital og nu blandet bolig- og institutionsområde ned til Isefjorden 2 km syd for Nykøbing Sj. i Odsherred Kommune. Området, hvoraf hovedparten af bygningerne er opført 1913-15 efter tegninger af Kristoffer Varming, er i årtier blevet kaldet Den gule By pga. de karakteristiske gulmalede bygninger i stilen Bedre Byggeskik. 